# Phalaridinae
Phalaridinae es una subtribu de hierbas de la familia Poaceae. El género tipo es: Phalaris L.. Tiene los siguientes géneros.

## Géneros
- Anthoxanthum L.
- Ataxia R. Br. = Anthoxanthum L.
- Baldingera G. Gaertn. et al. = Phalaris L.
- Digraphis Trin. = Phalaris L.
- Dimesia Raf. = Anthoxanthum L.
- Disarrenum Labill. = Anthoxanthum L.
- Endallex Raf. = Phalaris L.
- Flavia Heist. ex Fabr. = Anthoxanthum L.
- Foenodorum E. H. L. Krause = Anthoxanthum L.
- Hierochloe R. Br. =~ Anthoxanthum L.
- Phalaridantha St.-Lag. = Phalaris L.
- Phalaris L.
- Phalaroides Wolf =~ Phalaris L.
- Savastana Schrank = Anthoxanthum L.
- Torresia Ruiz & Pav. = Anthoxanthum L.
- Typhoides Moench = Phalaris L.
- Xanthanthos St.-Lag., orth. var. = Anthoxanthum L.
- Xanthonanthos St.-Lag., orth. var. = Anthoxanthum L.